# Тедфорд (Небраска)
Тедфорд (енгл. Thedford) град је у америчкој савезној држави Небраска.

## Демографија
По попису из 2010. године број становника је 188, што је 23 (-10,9%) становника мање него 2000. године.
| Група             | 2000.       | 2010.       |
| Белци             | 206 (97,6%) | 187 (99,5%) |
| Афроамериканци    | 0 (0,0%)    | 0 (0,0%)    |
| Азијати           | 0 (0,0%)    | 0 (0,0%)    |
| Хиспаноамериканци | 5 (2,4%)    | 1 (0,5%)    |
| Укупно            | 211         | 188         |